# Штрит
Штрит (словен. Štrit) — поселення в общині Шкоцян, регіон Південно-Східна Словенія, Словенія.